# Родео (Каліфорнія)
Родео (англ. Rodeo) — переписна місцевість (CDP) в США, в окрузі Контра-Коста штату Каліфорнія. Населення — 9653 особи (2020).

## Географія
Родео розташоване за координатами 38°2′12″ пн. ш. 122°15′14″ зх. д. / 38.03667° пн. ш. 122.25389° зх. д. (38.036605, -122.253956).  За даними Бюро перепису населення США в 2010 році переписна місцевість мала площу 12,00 км², з яких 9,71 км² — суходіл та 2,29 км² — водойми.

## Демографія
Згідно з переписом 2010 року, у переписній місцевості мешкало 8679 осіб у 2920 домогосподарствах у складі 2191 родини. Густота населення становила 723 особи/км².  Було 3137 помешкань (261/км²).
Расовий склад населення:
| - 44,0 % — білих - 20,3 % — азіатів - 16,2 % — чорних або афроамериканців - 0,7 % — вихідців з тихоокеанських островів - 0,6 % — корінних американців - 10,2 % — осіб інших рас |

До двох чи більше рас належало 7,9 %. Частка іспаномовних становила 24,6 % від усіх жителів.
За віковим діапазоном населення розподілялося таким чином: 24,5 % — особи молодші 18 років, 63,3 % — особи у віці 18—64 років, 12,2 % — особи у віці 65 років та старші. Медіана віку мешканця становила 38,2 року. На 100 осіб жіночої статі у переписній місцевості припадало 95,3 чоловіків;  на 100 жінок у віці від 18 років та старших — 91,4 чоловіків також старших 18 років.
Середній дохід на одне домашнє господарство  становив 81 297 доларів США (медіана — 64 089), а середній дохід на одну сім'ю — 89 624 долари (медіана — 78 717). Медіана доходів становила 55 139 доларів для чоловіків та 44 211 долар для жінок. За межею бідності перебувало 13,0 % осіб, у тому числі 21,5 % дітей у віці до 18 років та 10,4 % осіб у віці 65 років та старших.
Цивільне працевлаштоване населення становило 4127 осіб. Основні галузі зайнятості: освіта, охорона здоров'я та соціальна допомога — 23,1 %, роздрібна торгівля — 14,1 %, науковці, спеціалісти, менеджери — 10,7 %, транспорт — 10,5 %.